# Bianca Andreescu
Bianca Vanessa Andreescu (født 16. juni 2000 i Mississauga, Ontario, Canada) er en professionel kvindelig tennisspiller fra Canada.
Andreescu slog igennem på WTA Tour i 2019, hvor hun først spillede sig frem til finalen i turneringen i Auckland, og senere på sæsonen vandt hun sin første turneringssejr i BNP Paribas Open 2019.